# Mario Caracciolo di Feroleto

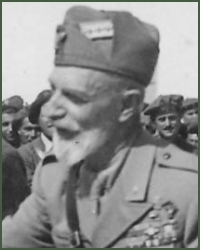
Mario Caracciolo di Feroleto

Mario Caracciolo di Feroleto (* 25. Februar 1880 in Neapel; † 21. Dezember 1954 in Rom) war einitalienischer General des Königlich-Italienischen Heeres zuletzt im Rang eines Armeegenerals. Zwischen 1940 und 1941 war er Oberbefehlshaber der 4. Armee sowie 1941 und erneut von 1942 bis 1943 Oberbefehlshaber der  5. Armee. Am 14. November 1942 erhielt er den Adelstitel als Barone di Feroleto.

## Leben

### Offiziersausbildung, Erster Weltkrieg und Zwischenkriegszeit
Mario Caracciolo absolvierte nach dem Schulbesuch eine Offiziersausbildung und wurde nach deren Abschluss 1909 als Leutnant (Sottotenente) der Artillerie übernommen. Nach verschiedenen Verwendungen als Offizier nahm er am Italienisch-Türkischen Krieg (29. September 1911 bis 18. Oktober 1912) teil, der mit einem italienischen Sieg endete. Er nahm zudem zwischen 1915 und 1918 am Ersten Weltkrieg teil und war nach weiteren Verwendungen in der Zwischenkriegszeit von 1928 bis 1931 Chefinstrukteur für Militärgeschichte an der Kriegsschule des Heeres (Scuola di guerra dell’esercito). Nach seiner Beförderung zum Brigadegeneral (Generale di Brigata) am 29. August 1931 war er zwischen 1931 und Dezember 1934 Kommandeur der Artillerie des Sizilien-Korps. Er wurde am 30. September 1934 zum Generalmajor (Generale di Divisione) befördert und war zunächst von Dezember 1934 bis zum 1. Oktober 1935 Kommandeur der 22. Infanteriedivision (22ª Divisione fanteria “Cacciatori delle Alpi”) sowie daraufhin zwischen dem 1. Oktober 1935 und Dezember 1936 Kommandeur der 1. schnellen Division (1ª Divisione celere “Eugenio di Savoia”). 
Nachdem er sich von Dezember 1936 bis April 1937 zur besonderen Verfügung des Kriegsministeriums (Ministero della Guerra) befunden hatte, war er zwischen April und Oktober 1937 Kommandeur der Truppen in Italienisch-Libyen sowie im Anschluss von Oktober 1937 bis zum 1. Dezember 1939 Kommandierender General des in Nordafrika eingesetzten XXI. Korps (XXI Corpo d’armata). In dieser Verwendung wurde er am 1. Januar 1938 zum Generalleutnant (Generale di Corpo d’Armata) befördert sowie für seine Verdienste am 5. Mai 1939 zum Kommandeur des Ordens der Heiligen Mauritius und Lazarus ernannt.

### Zweiter Weltkrieg
Nach Beginn des Zweiten Weltkrieges befand sich Caracciolo zwischen dem 1. Dezember 1939 und dem 1. Januar 1940 abermals zur besonderen Verfügung des Kriegsministeriums und war anschließend vom 1. Januar bis zum 8. Dezember 1940 Generalinspekteur des technischen Dienstes (Ispettore superiore dei servizi tecnici). Nachdem ihm am 8. Dezember 1940 der Titel eines designierten Generals (Generale designato d’armata) verliehen wurde, wurde er am 10. Dezember 1940 Nachfolger von Generale designato d’Armata Alfredo Guzzoni als Oberbefehlshaber der 4. Armee (4ª Armata) in Frankreich und hatte dieses Kommando bis zum 15. April 1941 inne, woraufhin Generale designato d’Armata Mario Vercellino ihn ablöste. Er selbst übernahm am 17. April 1941 von Generale designato d’Armata Italo Gariboldi den Posten als Oberkommandierender der in Nordafrika eingesetzten 5. Armee (5ª Armata) und übte diese Funktion bis zum 14. August 1941 aus. 
Anschließend befand er sich vom 14. August 1941 bis zum 10. April 1942 zur besonderen Verfügung des Chefs des Generalstabes des Heeres, Generale di Corpo d’Armata Mario Roatta beziehungsweise ab dem 20. Januar 1942 von dessen Nachfolger Generale designato d’Armata Vittorio Ambrosio. Daraufhin wurde er am 10. April 1942 noch einmal Oberkommandierender der 5. Armee und verblieb auf diesem Posten bis zum 11. September 1943, wobei er in dieser Funktion am 14. November 1941 noch zum General (Generale d’armata) befördert wurde. Am 14. November 1942 erhielt er außerdem den Adelstitel als Barone di Feroleto.

## Veröffentlichungen (Auswahl)
- L’Italia nella guerra mondiale, Rom 1937
- Sintesi politico-militare della guerra mondiale 1914–1918. Allegati-specchi-cartine, Turin 1940
- Tradimento italiano o tedesco?, 1946
- Le sette carceri di un generale, 1948
- L’ultima vicenda della V Armata, in: Rivista Storica Italiana, 1957–1958

in deutscher Sprache
- Italien im Welt-Krieg, Übersetzung M. Steinwender, 1937